# Луций Волкаций Тул
Вижте пояснителната страница за други личности с името Луций Волкаций Тул.
Луций Волкаций Тул (на латински: Lucius Volcacius Tullus; Volcatius; * 108 пр.н.е.; † 49 пр.н.е.) e политик на късната Римска република.

## Биография
През 66 пр.н.е. е избран за консул заедно с Маний Емилий Лепид. Той пречи на кандидатурата за консул за 65 пр.н.е. на Луций Сергий Катилина и потиска неговия първи заговор.
През 56 пр.н.е. сенатът му дава нареждането да даде задачата на Гней Помпей да помогне на египетския цар Птолемей XII да вземе трона. В гражданската война между Гай Юлий Цезар и Помпей той се опитва безуспешно да преговаря между двамата.

## Деца
Той има двама сина:
- Гай Волкаций Тул
- Луций Волкаций Тул (консул 33 пр.н.е.).